# Mungu Cornelis
Mungu Cornelis, voluit Uwamungu Cornelis (1980), is een Vlaams acteur, regisseur en cabaretier van Rwandese afkomst.
Cornelis staat als acteur het meest bekend om komische rollen in televisiereeksen als Super8, En toen kwam ons ma binnen en Balls of Steel. Hij werkte ook mee aan diverse kortfilms en regisseerde er zelf een aantal. Daarnaast is hij vooral actief in de Vlaamse en Nederlandse theaterwereld, met naast serieuzere rollen ook komische voorstellingen als Mungu (2009-2011) en Held/Boun-T (2013-2014). In zowel 2007 als 2014 nam hij deel aan Humo's Comedy Cup.

## Filmografie
Een greep uit Cornelis' werk als acteur:

## Trivia
- Cornelis werd geboren in Rwanda, maar op 3-jarige leeftijd geadopteerd door een Vlaams gezin.[1]
- Bij zijn eerste rollen als acteur werd Cornelis nog vaak met zijn volledige voornaam Uwamungu benoemd, maar recenter laat hij zich veelal als Mungu aanspreken, de afgekorte naam die hij ook voor zijn stand-up comedyshows gebruikt.